# Yūtarō Yanagi
Yūtarō Yanagi (japanisch 柳 雄太郎 Yanagi Yūtarō; * 26. Juni 1995 in der Präfektur Niigata) ist ein japanischer Fußballspieler.

## Karriere
Yūtarō Yanagi erlernte das Fußballspielen in den Jugendmannschaften des Kibogaoka SC und des Nagaoka Billboard FC, in der Schulmannschaft der Teikyo Nagaoka High School sowie in der Universitätsmannschaft der Meikai-Universität. Seinen ersten Vertrag unterschrieb er 2018 beim YSCC Yokohama. Der Verein aus Yokohama spielte in der dritten japanischen Liga.